# Ассинский сельсовет
Ассинский сельсовет — муниципальное образование в Белорецком районе Башкортостана России.

## История
Согласно Закону о границах, статусе и административных центрах муниципальных образований в Республике Башкортостан имеет статус сельского поселения.

## Население
1939 год — 2175 (1065 мужчины, 1110 женщины) чел.;
1961 год — 3273 чел.;

1969 год — 3188 чел.;
| 2002  | 2009  | 2010  | 2012  | 2013  | 2014  | 2015  |
| ----- | ----- | ----- | ----- | ----- | ----- | ----- |
| 1097  | ↗1986 | ↘1751 | ↗1757 | ↘1755 | ↘1742 | ↘1728 |
| 2016  | 2017  |       |       |       |       |       |
| ↗1743 | ↘1735 |       |       |       |       |       |

## Состав сельского поселения
| № | Населённый пункт | Тип населённого пункта       | Население |
| - | ---------------- | ---------------------------- | --------- |
| 1 | Ассы             | село, административный центр | ↘818      |
| 2 | Бриштамак        | село                         | ↘283      |
| 3 | Бриш             | село                         | ↘263      |
| 4 | Искушта          | село                         | ↘195      |
| 5 | Мулдакаево       | село                         | ↘192      |